# Prosymna
Sous-famille
Genre
Prosymna, unique représentant de la sous-famille des Prosymninae, est un genre de serpents de la famille des Lamprophiidae. 

## Répartition
Les espèces de ce genre se rencontrent dans toute l'Afrique à l'exception de la partie nord.

## Liste d'espèces
Selon The Reptile Database (14 déc. 2011) :
- Prosymna ambigua Bocage, 1873
- Prosymna angolensis Boulenger, 1915
- Prosymna bivittata Werner, 1903
- Prosymna frontalis (Peters, 1867)
- Prosymna greigerti Mocquard, 1906
- Prosymna janii Bianconi, 1862
- Prosymna lineata (Peters, 1871)
- Prosymna meleagris (Reinhardt, 1843)
- Prosymna ornatissima Barbour & Loveridge, 1928
- Prosymna pitmani Battersby, 1951
- Prosymna ruspolii (Boulenger, 1896)
- Prosymna semifasciata Broadley, 1995
- Prosymna somalica Parker, 1930
- Prosymna stuhlmanni (Pfeffer, 1893)
- Prosymna sundevalli (Smith, 1849)
- Prosymna visseri Fitzsimons, 1959

## Publications originales
- Gray, 1849 : Catalogue of the specimens of snakes in the collection of the British Museum. London, p. 1-125 (texte intégral).
- Kelly, Barker, Villet & Broadley 2009 : Phylogeny, biogeography and classification of the snake superfamily Elapoidea: a rapid radiation in the Late Eocene. Cladistics, vol. 25, n. 1, p. 38-63.